# Ester Adaberto

Ester Adaberto

Ester Adaberto, Geburtsname Ester Nunez de Arce (* 1872 in Neapel, Italien; † 1951 in Mailand, Italien) war eine spanisch-italienische Opernsängerin in der Stimmlage Sopran.

## Leben
Ester Adaberto wurde 1872 in Neapel geboren. Ihr Vater war Spanier ihre Mutter Italienerin. Im Alter von zwei Jahren zog sie mit ihrer Familie nach Mailand. Sie studierte Gesang bei Emma Dotti. Nachdem sie an einigen Liederabenden in Mailand mitgewirkt hatte, debütierte sie 1897 am Theater in Mirandola in Pagliacci. Von 1897 bis 1900 sang sie an Theatern in verschiedenen italienischen Städten wie Messina, Pavia, Novara und Turin Rollen wie Mimi in La Bohème, Gilda in Rigoletto, Aida und Nedda in Pagliacci. 1901 ging sie mit der Castellano Opera Company nach Russland und sang dort zunächst in Minsk, Kiew, Odessa und Charkiw, 1902 in Ekaterinoslaw, Sankt Petersburg, Rostow und Vilnius. Nach einem weiteren Jahr in Russland kehrte sie 1904 wieder nach Italien zurück.
1905 ging sie in die Vereinigten Staaten. Sie hatte ein Engagements bei der San Carlo Opera Company und bei der Lambardi Opera Company. 1906 sang sie in Los Angeles und San Francisco. Sie sang einige Jahre mit Erfolg, obwohl sie sich als schwieriger Charakter und unzuverlässig erwies. So habe sie sich oft ohne Grund geweigert zu singen und so den Konzertveranstaltern Schwierigkeiten bereitet. Sie sang in diesen Jahren häufig in Vaudeville-Theatern und anderen noch weniger angesehenen Orten. So sang sie trotz ihrer Eskapaden 1909 die Leonora in Il trovatore an der Metropolitan Opera in New York. 1910 und 1911 war sie in Europa und sang auch in Kairo, Alexandria und Konstantinopel. Nach einem Abstecher im Februar 1912 in Kuba sang sie bis 1915 wieder in den Vereinigten Staaten. Nachdem ihr Sohn im Ersten Weltkrieg gefallen war, zog sie sich 1917 von der Opernbühne zurück. Sie sang die großen Sopranpartien der in ihrer Zeit gespielten Opern. Häufig sang sie die Aida, aber auch die Titelrollen von Tosca und Carmen gehörten zu ihrem ungefähr dreißig Opern umfassenden Repertoire.

## Einspielungen
Auf Rex Record erschienen:
- Ernani involami aus Ernani F 2011
- No, se un pensier aus Siberia F 2019
- Quando men vò aus La Bohème F2020
- Habanera aus Carmen 3105 B